# Où veux-tu qu’je r’garde?
Où veux-tu qu’je r’garde? (fr. Chcecie, żebym patrzył?) – debiutancka płyta zespołu Noir Désir z 1987 roku wydana nakładem Barclay Records. Słowa piosenek napisał Bertrand Cantat, natomiast album wyprodukował Théo Hakola, wokalista grupy  Passion Fodder.

## Lista utworów
1. Où veux-tu qu'je r'garde
2. Toujours être ailleurs
3. La rage
4. Pyromane
5. Danse sur le feu Maria
6. Lola